# Vinciguerria
Vinciguerria és un gènere de peixos pertanyent a la família Phosichthyidae.

## Descripció
- Cos moderadament allargat.
- Ulls de normals a lleugerament tubulars.
- Boca grossa.
- L'origen de l'aleta anal es troba a sota del mig o al final de la base de l'aleta dorsal.
- Aleta dorsal adiposa curta i situada aproximadament a l'extrem de l'aleta anal.[2]

## Alimentació
Mengen crustacis petits.

## Hàbitat
Són espècies oceàniques, mesopelàgiques i habitants de les àrees subtropicals i tropicals de tots els oceans. Els joves i els adults es troben entre 200 i 800 m de fondària durant el dia i totes les espècies fan migracions verticals diàries.

## Taxonomia
- Vinciguerria attenuata (Cocco, 1838)[3]
- Vinciguerria lucetia (Garman, 1899)[4]
- Vinciguerria mabahiss (Johnson & Feltes, 1984)[5]
- Vinciguerria nimbaria (Jordan & Williams, 1895)[6]
- Vinciguerria poweriae (Cocco, 1838)[3][7][8][9][10][11][12]